# 卡斯拉瓦德
卡斯拉瓦德（Kasrawad），是印度中央邦West Nimar县的一个城镇。总人口19035（2001年）。

## 人口
该地2001年总人口19035人，其中男性9728人，女性9307人；0—6岁人口3120人，其中男1644人，女1476人；识字率57.15%，其中男性为66.10%，女性为47.79%。